# Tetragoneura sylvatica
Tetragoneura sylvatica är en tvåvingeart som först beskrevs av Curtis 1837.  Tetragoneura sylvatica ingår i släktet Tetragoneura och familjen svampmyggor. Arten är reproducerande i Sverige. Inga underarter finns listade i Catalogue of Life.

## Bildgalleri

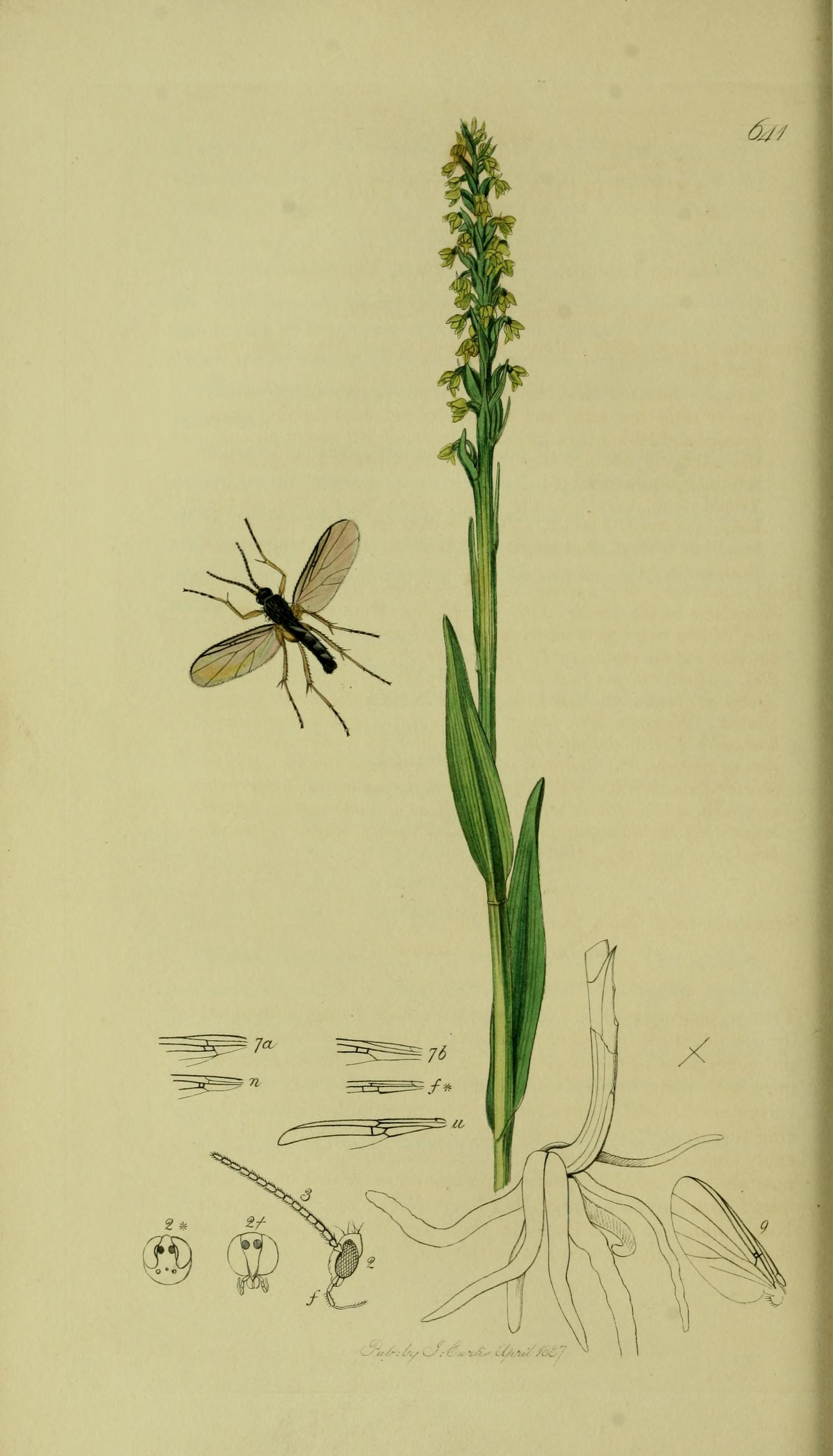